# Notothenioidei
Poissons-antarctiques
Sous-ordre
Les Notothenioidei, communément appelés poissons-antarctiques, sont un sous-ordre de poissons de l'ordre des Perciformes qui présentent la particularité de constituer une forte proportion des Téléostéens des mers australes (les deuxième et troisième plus nombreux en nombre d'espèces étant les Liparidae et les Zoarcidae). Certains ont de l'antigel dans le sang.

## Systématique

### Nomination
Le sous-ordre des Notothenioidei a été créé en 1966 par Peter Humphry Greenwood, Donn Eric Rosen, Stanley Howard Weitzman (d) et George Sprague Myers.

### Liste desfamilles
- famille Percophidae[4]
- famille Bovichtidae Gill, 1862
- famille Pseudaphritidae McCulloch, 1929
- famille Eleginopsidae Gill, 1893
- super-famille Cryonotothenioidea
  - famille Nototheniidae Günther, 1861
    - sous-famille Nototheniinae
    - sous-famille Pleurogrammatinae
    - sous-famille Trematominae

  - famille Harpagiferidae[6] Gill, 1861
    - sous-famille Harpagiferinae
    - sous-famille Artedidraconinae Andriashev, 1967

  - famille Bathydraconidae Regan, 1913
  - famille Channichthyidae Gill, 1861

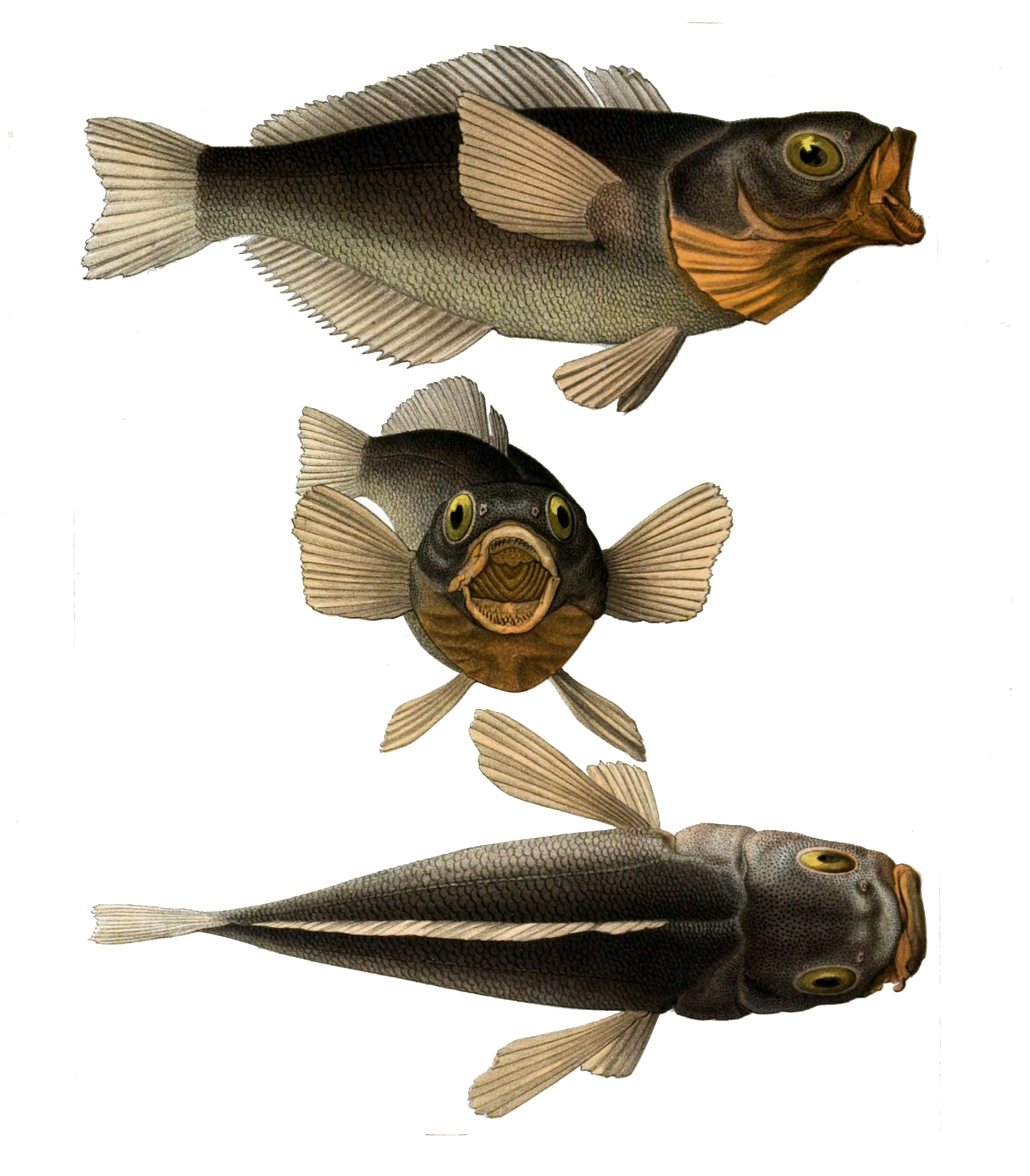
Notothenia sp. vu sous différents angles.
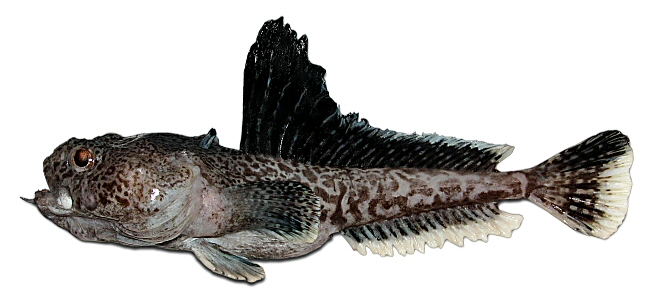
Pogonophryne barsukovi (Artedidraconidae).
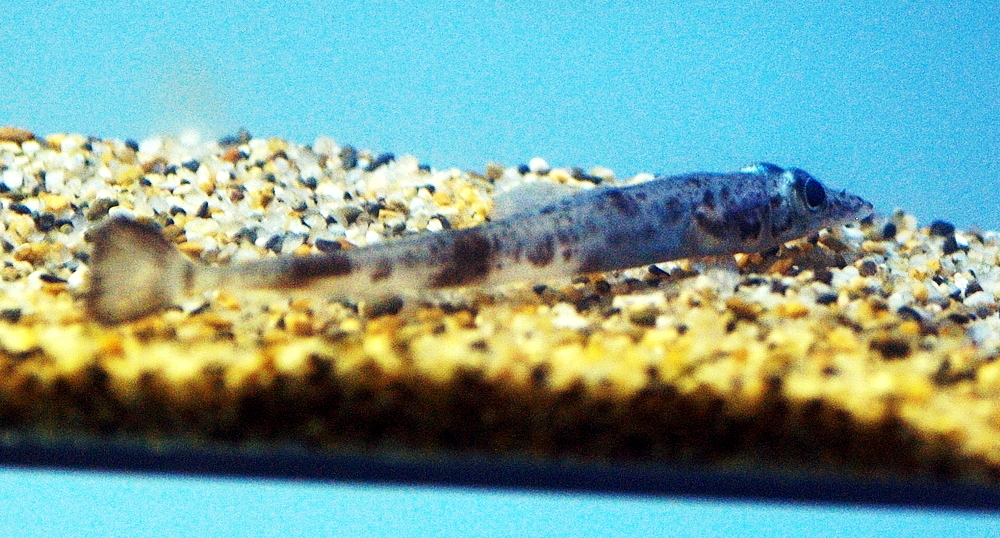
Bathydraco marri (Bathydraconidae).
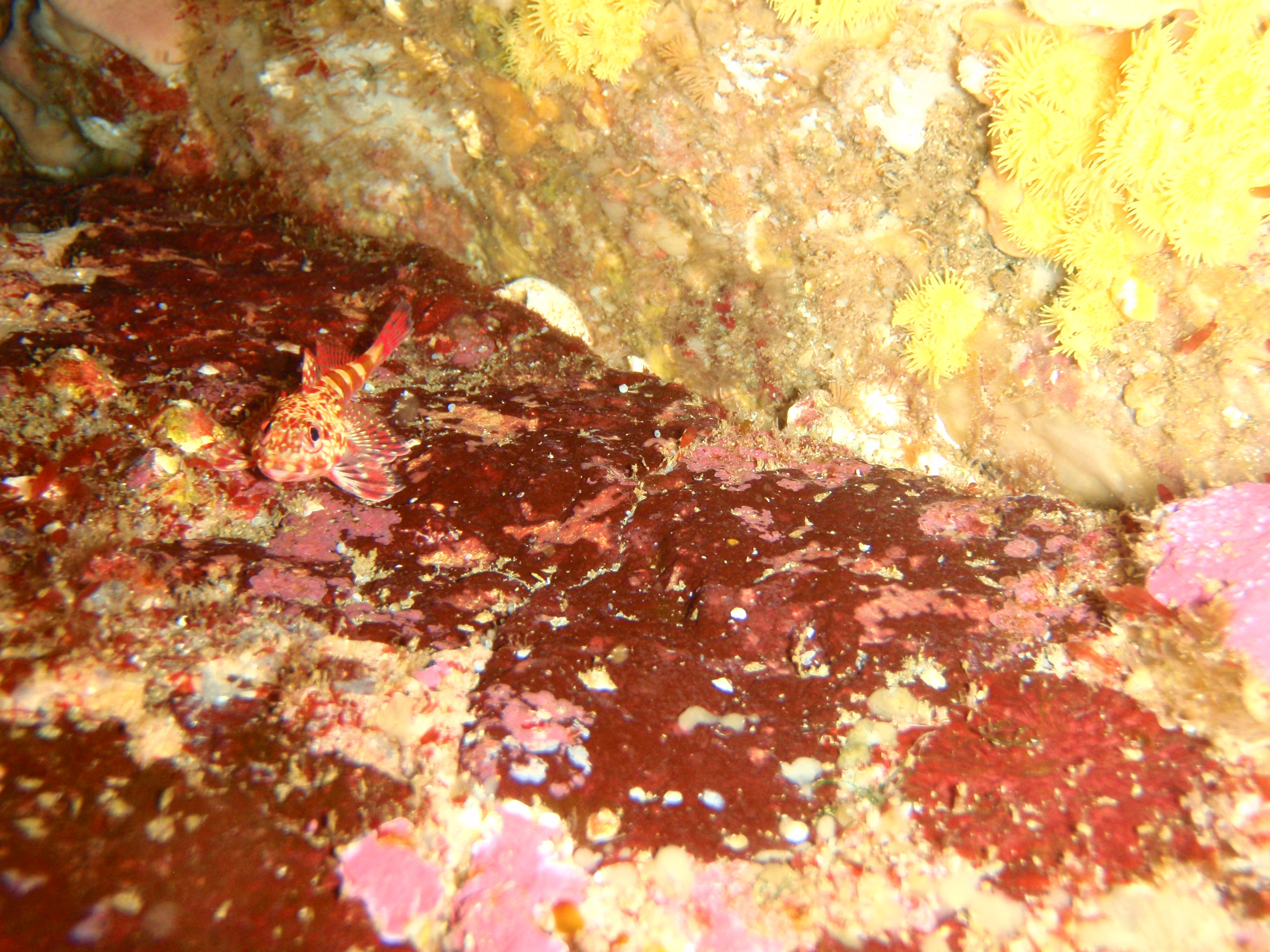
Bovichtus angustifrons (Bovichtidae).
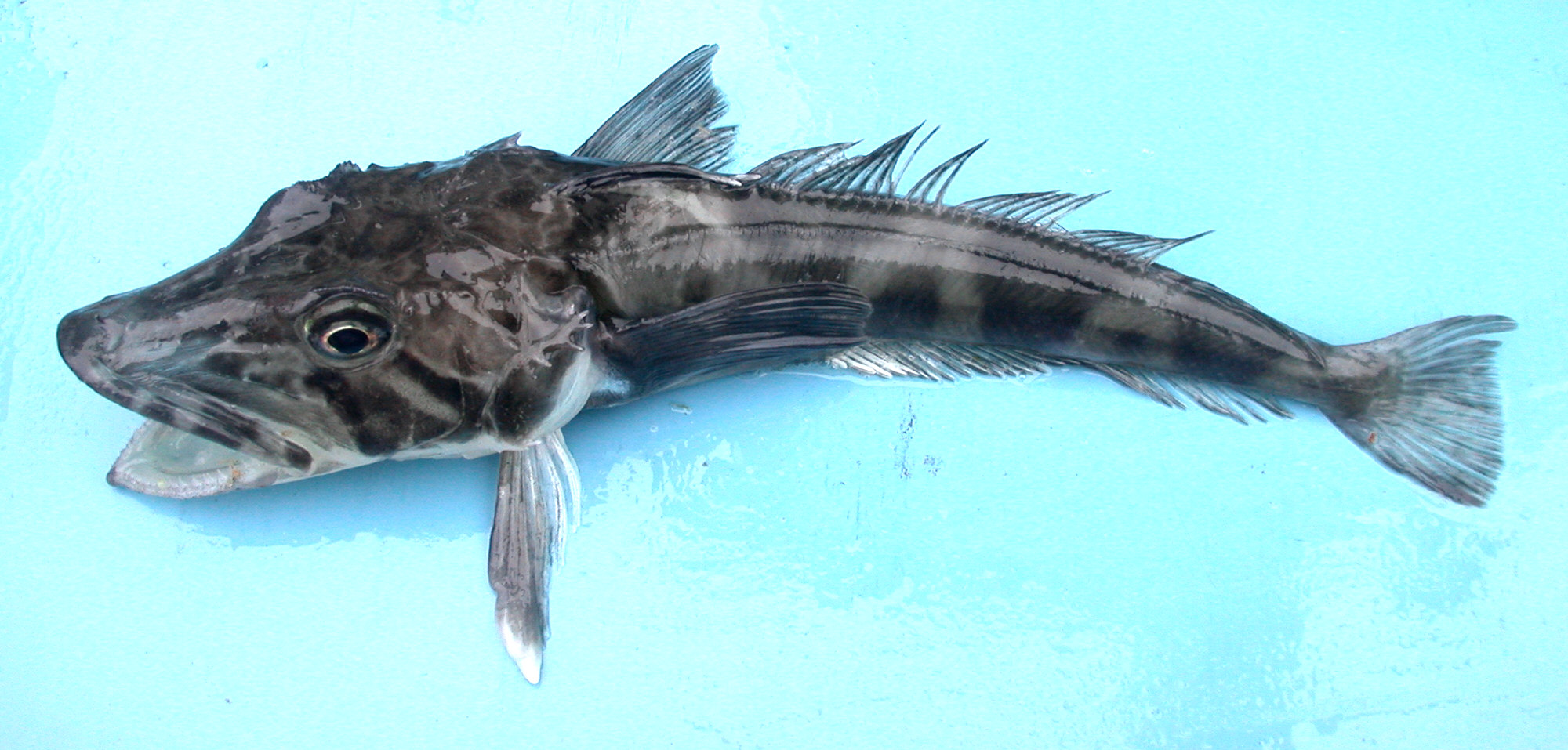
Chionodraco rastrospinosus (Channichthyidae).
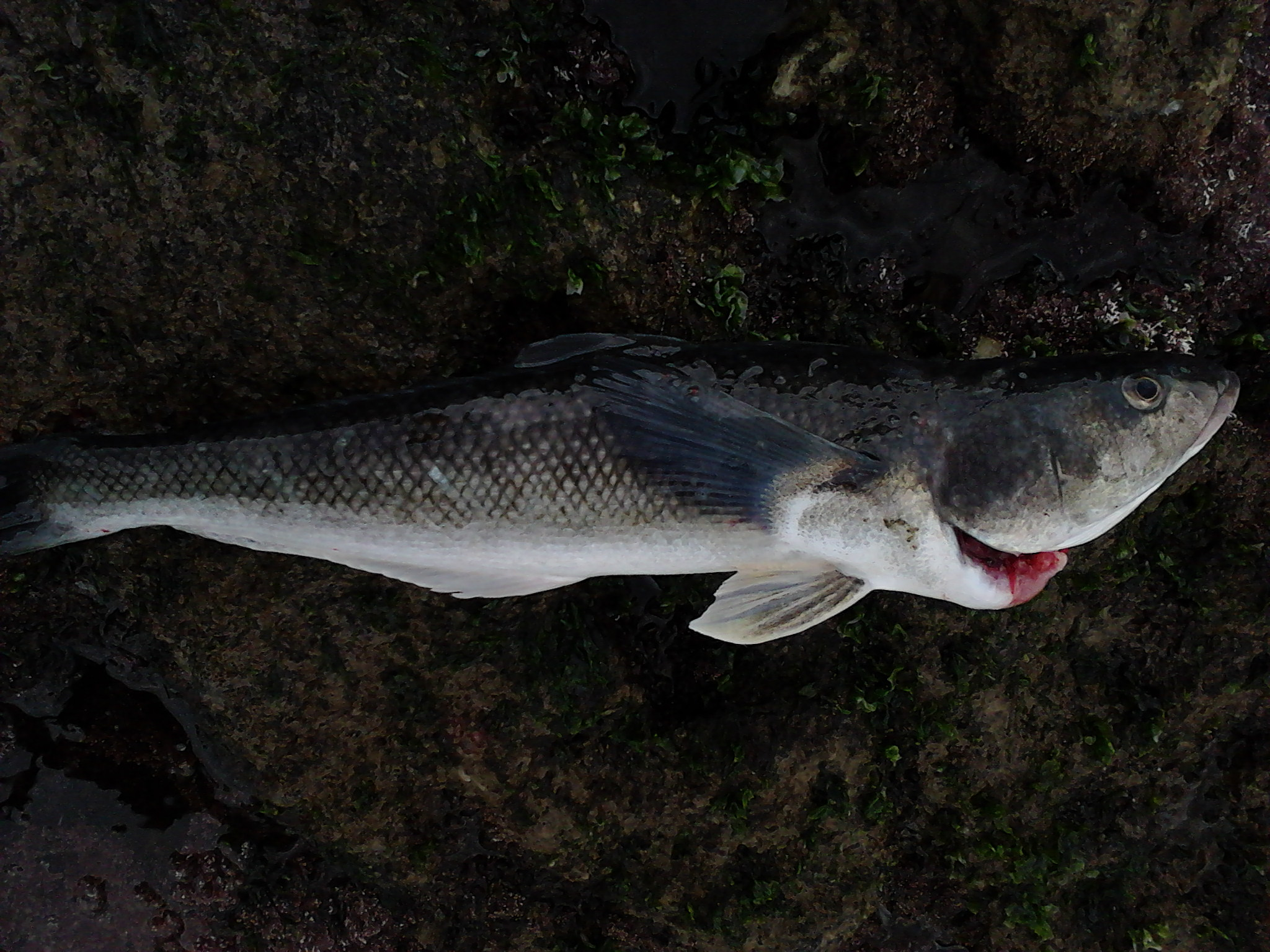
Eleginops maclovinus (Eleginopsidae).
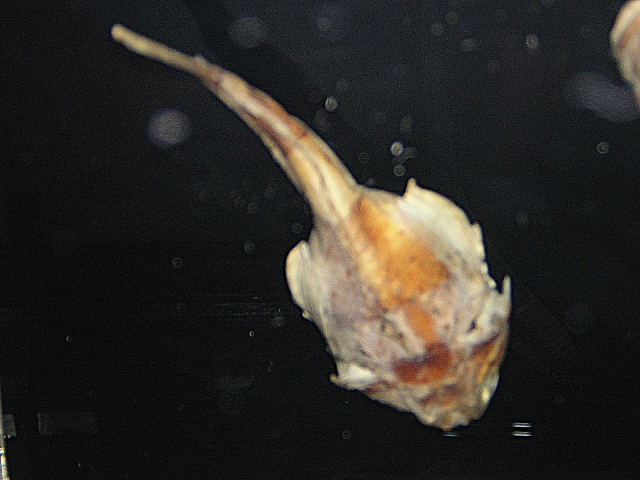
Harpagifer antarcticus (Harpagiferidae).
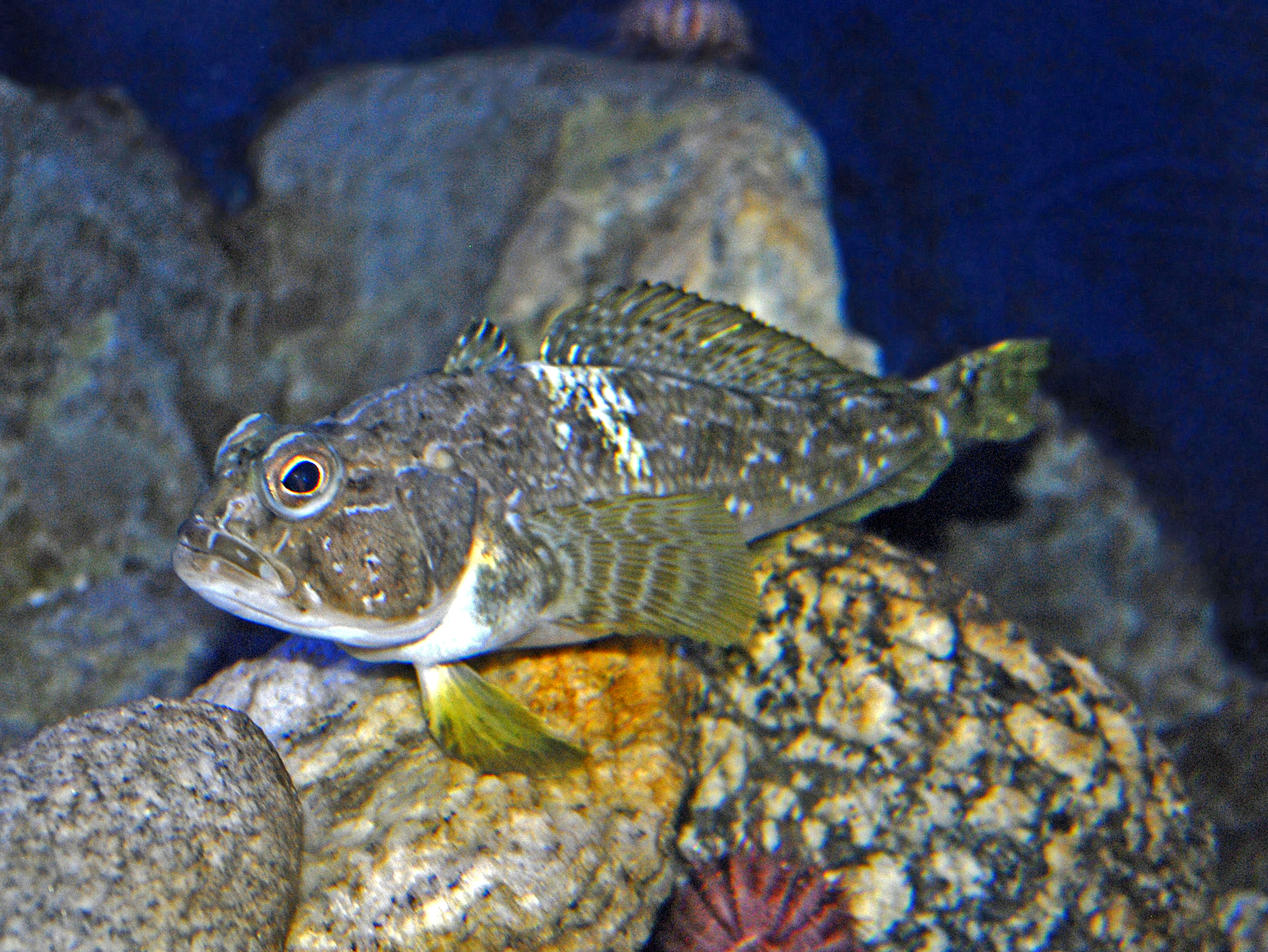
Trematomus bernacchii (Nototheniidae).
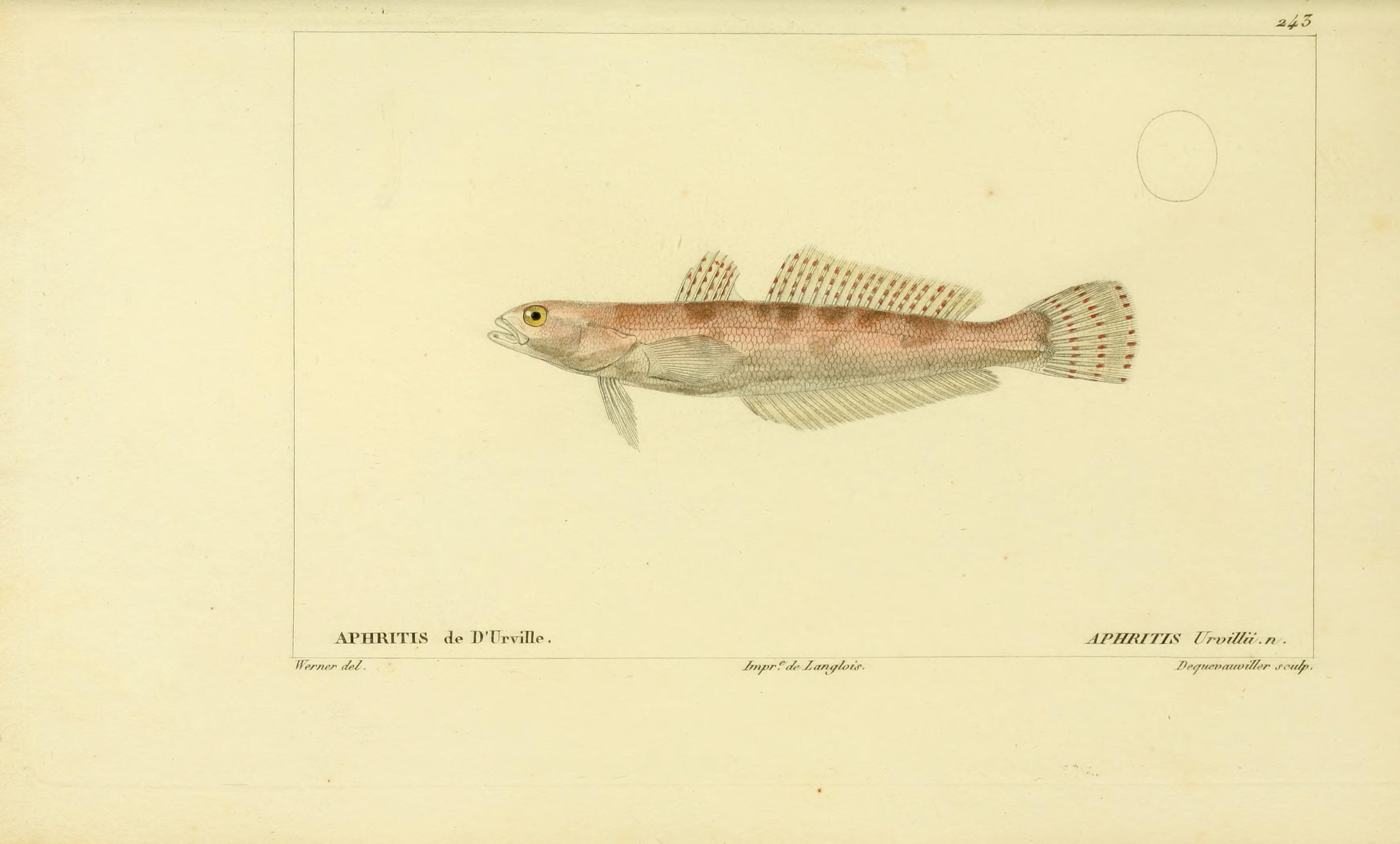
Pseudaphritis urvillii (Pseudaphritidae).

## Publication originale
- (en) P. Humphry Greenwood, Donn E. Rosen, Stanley H Weitzman et George S Myers, « Phyletic Studies of Teleostean Fishes, with a Provisional Classification of Living Forms », Bulletin of the American Museum of Natural History, New York, Musée américain d'histoire naturelle, vol. 131, no 4,‎ 1966, p. 341-455 (ISSN 0003-0090 et 1937-3546, OCLC 1287364, lire en ligne).

## Littérature
- J. T. Eastman, A. L. DeVries: Die Antarktisfische. in: Biologie der Meere. Spektrum Akad. Verl., 1991,  (ISBN 3-89330-753-2).
- O. Gon und Phillip C. Heemstra (Hrsg.) Fishes of the Southern Ocean. J.L.B. Smith Institute of Ichthyology, Grahamstown, South Africa.  (ISBN 9780868102115), Biodiversitylibrary
- J. T. Eastman, R. R. Eakin: An updated species list for notothenioid fish (Perciformes; Notothenioidei), with comments on Antarctic species. PDF.
- T. J. Near, J. J. Pesavento, Chi-Hing C. Cheng: Phylogenetic investigations of Antarctic notothenioid fishes (Perciformes: Notothenioidei) using complete gene sequences of the mitochondrial encoded 16S rRNA. PDF.
- Thomas J. Near, Alex Dornburg, Kristen L. Kuhn, Joseph T. Eastman, Jillian N. Pennington, Tomaso Patarnello, Lorenzo Zane, Daniel A. Fernández, Christopher D. Jones: Ancient climate change, antifreeze, and the evolutionary diversification of Antarctic fishes. PNAS, 2012 DOI 10.1073/pnas.1115169109.
- Joseph S. Nelson: Fishes of the World. 4th edition. John Wiley & Sons, Hoboken NJ u. a. 2006,  (ISBN 0-471-25031-7).
- Boris A. Sheiko (2019): Comments on the nomenclature of genus- and family-series taxa of notothenioid fishes (Perciformes, Notothenioidei). Bionomina, 16: 46-82. DOI: 10.11646/bionomina.16.1.3